# Steganthera pycnoneura
Steganthera pycnoneura är en tvåhjärtbladig växtart som beskrevs av Janet Russell Perkins. Steganthera pycnoneura ingår i släktet Steganthera och familjen Monimiaceae. Inga underarter finns listade i Catalogue of Life.